# Bathippus dentiferellus
Bathippus dentiferellus là một loài nhện trong họ Salticidae.
Loài này thuộc chi Bathippus. Bathippus dentiferellus được Embrik Strand miêu tả năm 1911.